# Der Hund von Baskerville (1937)
Der Hund von Baskerville ist ein deutscher Kriminalfilm von Carl Lamac. Bei dem 1937 uraufgeführten Film handelt es sich um den ersten deutschen Tonfilm nach einem Sherlock-Holmes-Krimi aus der Feder von Arthur Conan Doyle (Der Hund von Baskerville (1902)).

## Handlung
Seit Jahrhunderten lastet auf Schloss Baskerville ein Fluch. Im Moor nahe dem hochherrschaftlichen Anwesen treibt ein unheimlicher Hund sein Unwesen. Nacht für Nacht klingt sein markerschütterndes Geheul und geht durch Mark und Bein. Lord Charles Baskerville ist das derzeit letzte Opfer des gespenstischen Tieres: Nach einem mysteriösen Telefonanruf verließ er das Anwesen und wird im Moor tot aufgefunden. Er erlag vor Furcht einem Herzschlag. Wider Erwarten hat der Finsterling, der hinter diesem mysteriösen Treiben steckt, sein Ziel noch nicht erreicht. Denn aus einer Seitenlinie der Baskervilles taucht urplötzlich ein Nachfahre, Lord Henry Baskerville, auf dem Schloss auf. Er soll nun den Besitz antreten.
Ebenfalls im Schloss residiert eine entfernte Verwandte der Barrymores, Lady Beryl Vendeleure, die ursprünglich dem alten Lord ihr Land mit dem dazugehörenden Moor verkaufen wollte. In sie verliebt sich rasch der Neuankömmling Henry. Um Henry Baskerville nicht auch ein Opfer des Gespensterhundes werden zu lassen, bittet Testamentsvollstrecker Dr. Mortimer, Hausarzt und Freund des alten Lord Charles, den Londoner Meisterdetektiv Sherlock Holmes um Mithilfe. Als erste Maßnahme entsendet Holmes seinen treuen Wegbegleiter Dr. Watson nach Schloss Baskerville, um ein wachsames Auge auf die Geschehnisse zu haben. Steckt hinter den Geschehnissen der verschlossene Hausdiener Barrymore, der des Nachts aus dem Moor kommende Lichtsignale erwidert? Oder ist womöglich der im Moor untergetauchte Sträfling, Barrymores Schwager, der Drahtzieher? Und was ist mit dem skurrilen Schmetterlingssammler Stapleton, nach eigener Auskunft ein Naturliebhaber und -kundler?
Holmes ist indes längst heimlich in der Gegend aufgetaucht und verfolgt eine eigene Spur. Zwischen Schloss Baskerville und einem unbekannten Teilnehmer werden zu nächtlicher Stunde Telefonate geführt, und bald wird die Situation für Henry Baskerville immer bedrohlicher. Doch er ist ganz mit seiner neuen Flamme Beryl beschäftigt und nimmt die Warnungen nicht allzu ernst. Sein achtloses Verhalten wird Henry Baskerville beinahe zum Verhängnis. Als aus dem Moor inmitten der Nacht Hilferufe erschallen, rennt Henry dorthin, um die Frau seines Herzens, die kurz zuvor entführt worden ist, zu retten. Dort wird er schließlich mit dem Hund konfrontiert und kann ihm nur mühsam entfliehen. Im letzten Moment tauchen Holmes und Watson auf und erledigen das unheimliche Tier mit mehreren Revolverschüssen. Stapleton, der hinter den Anschlägen steht, wird von den Detektiven verfolgt und flieht in die Tiefe des Moors, das ihn verschlingt. Beryl Vendeleure, in Wahrheit Stapletons Schwester und von diesem gefesselt, kann befreit werden.

## Produktionsnotizen
Gedreht wurde Der Hund von Baskerville ab Mitte September 1936 in den Ufa-Ateliers von Neubabelsberg sowie am und im niederrheinischen Schloss Moyland. Am 10. Dezember 1936 passierte der Film die Zensur. Die Uraufführung fand am 12. Januar 1937 in zwei Berliner Kinos statt.
Mit Bruno Güttner als Holmes hatte man einen weitgehend filmunerfahrenen Schauspieler verpflichtet. Nach diesem Film stand er nie mehr wieder vor der Kamera. Synchronisiert wurde er von Siegfried Schürenberg. Fritz Rasp, der noch in der Stummfilmversion von 1929 die Rolle des Moor-Schurken Stapleton übernommen hatte, spielte in dieser Fassung den Schlossdiener Barrymore. Die mit dem jüdischen Filmarchitekten Rudolf Bamberger verheiratete Hanna Waag beendete mit Der Hund von Baskerville ihre Filmkarriere und folgte ihrem Mann ins luxemburgische Exil.
Die Filmbauten stammen von Willi Depenau und Karl Vollbrecht. Die Produktions- und Herstellungsleitung übernahm Robert Leistenschneider.
Nach Abschluss der Dreharbeiten wurde der diesen Film auch produzierende Regisseur Lamac von NS-staatlicher Seite dazu genötigt, seine eigene, deutsche Produktionsfirma aufzulösen.

## Kritik
Wiens Neue Freie Presse berichtete in der Ausgabe vom 4. April 1937: „Von diesem Film gehen Spannung und Erregung aus, also eben jene Elemente, die man von einem Kriminalfilm zu erwarten berechtigt ist. Die Regie beschwört einen richtigen Hexensabbath und die Darsteller sind mit Hingabe bald Jäger und bald Gejagte. Köstlich in seiner burschikosen Drolerie und Wichtigtuerei Fritz Odemar, während Fritz Rasp hinter seinen verkniffenen Physiognomie allerlei Schlimmes vermuten läßt. Friedrich Kayßler hat die natürliche Würde eines alten Edelmannes, Peter Voß viel kernige Frische, Bruno Güttner löst die schwierigsten Probleme mit erfreulicher Einfachheit und gedämpfter Bonhomie. Eine Leistung besonderer Qualität bringt Erich Ponto als lächelnder, weltfremder Sonderling und Ernst Rotmund ist so undurchdringbar wie es seine Rolle verlangt. Zwischen den vielen Männern und ihren dunklen Plänen ist Alice Brandt die einzige Frau, die durch ihre noble Anmut und zarte, damenhafte Erscheinung etwas Helligkeit in das Düster bringt. Dabei ist sie gleich stark im mimischen wie im sprachlichen Ausdruck und erweist sich als Schauspielerin von packender Gefühlsintensität.“
Die Wiener Zeitung vom 4. April 1937 schrieb: „Karl Lamac‘ Regie ist nicht ganz auf der Höhe. Gut hingegen die Photographie. Die Darstellung ist recht ungleich.“
In der Österreichischen Film-Zeitung ist in der Ausgabe vom 9. April 1937 auf Seite 3 zu lesen: „Der von der Kiba herausgebrachte Kriminalfilm nach Conan Doyle verfügt gleich zu Beginn über die richtige Atmosphäre des Geheimnisvollen und Unheimlichen. Besonders das gespensterhafte Heulen eines Hundes trägt zu dieser Atmosphäre des Grauens bei. […] Unter der Regie von Karl Lamac spielt ein aus vorzüglichen Kräften bestehendes Ensemble die fesselnde Handlung.“
Das Lexikon des internationalen Films urteilte: „Grusel, zünftige Spannung, oft witzig-heiter, nie grob in Wort und Bild. Gediegener Zeitvertreib.“